# Chikkabyranakuppe, Heggadadevankote
Chikkabyranakuppe là một làng thuộc tehsil Heggadadevankote, huyện Mysore, bang Karnataka, Ấn Độ.